# Aston Park FC
Aston Park F.C. är en fotbollsklubb i Buckinghamshire i England. Klubben grundades 1968 och hette tidigare Aston Park Rangers.

## Historia
- ADL League Cup Finalists 2003-2004
- ADL League Cup Winners 2006-2007
- ADL Premier Division Champions 2006-2007
- Oving Village Cup Finalists 2006-2007
- ADL Premier Division Runners Up 2007-2008
- Tom Sparkes League Cup Winners 2007-2008